# Venator marginatus
Venator marginatus là một loài nhện trong họ Lycosidae.
Loài này thuộc chi Venator. Venator marginatus được Henry Roughton Hogg miêu tả năm 1900.